# William Witney
William Witney, nato William Nuelsen Witney (Lawton, 15 maggio 1915 – Jackson, 17 marzo 2002), è stato un regista e attore statunitense che lavorò anche come aiuto regista e montatore.

## Biografia
Nato nel 1915 in Oklahoma, rimase orfano di padre a quattro anni e venne allevato da uno zio capitano nell'esercito. Poco più che adolescente iniziò la sua carriera cinematografica come stuntman nelle scene a cavallo presso la Mascot, una piccola compagnia specializzata in western a basso budget. 
Nel 1936, quando la Mascot venne assorbita dalla Republic Pictures, Witney lavorava come assistente di Ray Taylor, regista della serie The Painted Stallion. Per problemi legati all'alcolismo, Taylor dovette rinunciare all'incarico e Witney lo rimpiazzò, iniziando una carriera di regista durata fino al 1982.
Nella sua carriera Witney girò - sia per il cinema che per la televisione - quasi centocinquanta film. Agli inizi della carriera assieme al collega John English e successivamente da solo, creò alcune serie tv tra le più amate dal pubblico, come Bonanza, Il virginiano e Tarzan. A lui viene attribuito il merito di aver ideato il sistema moderno di girare scene di lotta: invece di riprendere ad esempio una folla di individui che tirano pugni in maniera disordinata in un saloon, egli cominciò a preparare riprese di piccoli gruppi di uomini e di montarle in sequenza preordinata, come le scene di danza nei musical di Fred Astaire. 
Durante la seconda guerra mondiale fu operatore di macchina da presa nel corpo dei marines.
Nel 1957, chiusi gli studi della Republic, Witney cominciò a lavorare come regista indipendente soprattutto in serie televisive, sfruttando la lunga esperienza di regista di western, ma ebbe anche occasione di dirigere lungometraggi destinati alle sale cinematografiche, quali Femmina e mitra (The Bonnie Parker Story) (1958), che anticipava la vicenda del ben più noto Gangster Story diretto nel 1967 da Arthur Penn, Paracadutisti d'assalto (1959) sull'azione delle truppe americane in Italia nella seconda guerra mondiale, Il mistero dello scoglio rosso (1960), Il padrone del mondo (1961) con Vincent Price e Charles Bronson, La spia in nero (1961).
Witney nel 1964 girò anche un episodio per la serie Alfred Hitchcock presenta. Hitchcock lo volle come regista della seconda unità di riprese nel suo film Marnie (1964).
Witney, che morì per ictus nel 2002, aveva sposato l'ex attrice Maxine Doyle (1915-1973) e le era rimasto legato tutta la vita. 
Quentin Tarantino lo ha definito "uno dei migliori registi di scene d'azione".

## Filmografia parziale
- The Lone Ranger Rides Again, co-regia di John English - serial (1939)
- In corsa contro il tempo (Dick Tracy's G-Men), co-regia di John English - serial (1939)
- King of the Royal Mounted, co-regia di John English (1940)
- Adventures of Red Ryder, co-regia di John English - serial (1940)
- Mysterious Doctor Satan, co-regia di John English - serial (1940)
- Trigger, Jr. (1950)
- Sunset in the West (1950)
- North of the Great Divide (1950)
- Trail of Robin Hood (1950)
- Spoilers of the Plains (1951)
- Nagasaki (The Wild Blue Yonder) (1951) solo come attore
- Bonanza - serie televisiva, 27 episodi
- In Old Amarillo (1951)
- South of Caliente (1951)
- Pals of the Golden West (1951)
- Colorado Sundown (1951)
- The Last Musketeer (1952)
- Old Oklahoma Plains (1952)
- Border Saddlemates (1952)
- Iron Mountain Trail (1953)
- Il cacciatore di fortuna (The Outcast) (1954)
- Paracadutisti d'assalto (Paratroop Command) (1959)
- Il mistero dello scoglio rosso (The Secret of the Purple Reef)(1960)
- La spia in nero (The Cat Burglar) (1961)
- Il padrone del mondo (Master of the World) (1961)
- Il virginiano (The Virginian) - serie televisiva, 10 episodi (1962-1969)
- I pistoleri maledetti (Arizona Raiders) (1965)